# Pásla kone na betóne
Pásla kone na betóne (angl. She Kept Asking for the Moon; She Grazed Horses on Concrete) je tragikomický příběh režiséra Štefana Uhera z prostředí východoslovenského regionu. Film vznikl na motivy povídek z knihy Pásla kone na betóne od Emílie Zimkové. S režisérem Štefanem Uherem napsala scénář a představila se v roli Johany Ovšenej. Film Pásla kone na betóne měl premiéru 22. prosince 1982.

## Synopse
Děj filmu Pásla koně na betonu režiséra Štefana Uhera je tragikomickým příběhem z prostředí východoslovenské vesnice. Ústřední téma děje vychází z prostředí, ve kterém je výchova dítěte bez manžela jistou formou zatracení. Johana Ovšená (Emília Zimková) vychovává své jediné dítě, dceru Pavlínku (Veronika Jeníková) bez manžela. Při pomyšlení, že by se dcera mohla dopustit stejné chyby, jako kdysi ona, Johana dělá všechno možné, aby uchránila dceru od společenského ponížení a zatracení. Když se její obavy přes snahu naplní, Johana svou pozornost zaměří na hledání ženicha pro svou těhotnou dceru. Tragikomický element celému příběhu dodává spleť vyhrocených situací, které vyvolává zoufalá snaha matky vdát svou dceru.

## Vznik filmu
První impuls k výrobě filmu Pásla kone na betóne dal režisér a dokumentarista Fero Fenič. V roce 1980 předal do II. tvůrčí skupiny zfilmovanou povídku Vstupenka do nebe, která vznikla na základě povídky z knihy Pásla kone na betóne od Emílie Zimkové. Na základě předchozí spolupráce se Fenič se Zimkovou pustili do první verze filmové povídky na téma "nemáš chlapa - nemáš pravdu", která už nesla název Pásla kone na betóne. V dubnu roku 1981 ji předali I. tvůrčí skupině. O několik měsíců později se Zimková obrátila na I. tvůrčí skupinu s rozhodnutím, aby scénář podle jejího předlohy nerežíroval Fero Fenič. Toto Zimkové rozhodnutí vycházelo z konfliktu mezi ní a Feničem. Ten totiž Zimkovou neplánoval obsadit do role Johany a plánoval upoutat pozornost právě na dceru Pavlínku a na její vztah s vojákem. Výsledkem roztržky byl zásah vedoucího tvůrčí skupiny Andreje Lettricha, který požádal o realizaci scénáři Štefana Uhera. Ironií vzniku tohoto slovenského filmu je i skutečnost, že Feničovy zásahy do scénáře, které byly jablkem sváru mezi ním a Zimkovou, se rozhodl Uher ve filmu ponechat, avšak jméno Fera Feniče byste v titulcích marně hledali.
(Vyjádření Fera Feniče z r. 2012 k uvedeným událostem zaznělo v jedné z částí dokumentárního seriálu "Těžký léta československého filmu 1969-89")

## Hrají v hlavních rolích
- Emília Zimková - Johana Ovšená
- Veronika Jeníková - Pavlínka
- Peter Staník - Berty
- Mikuláš Laš - Michal
- Marie Logojdová - Jozefka
- Tamara Simková - Margitka
- Nora Kuželová - Katarína
- Anton Trůn - Pišta Kovaľ
- Ľubomír Paulovič - Štefan

## Tvůrci
- Štefan Uher - režie
- Emília Zimková - námět
- Štefan Uher, Emília Zimková - scénář
- Stanislav Szomolányi - kamera
- Svetozár Štúr - hudba
- Anton Krajčovič - architekt
- Mária Šilberská - návrhy kostýmů
- Maximilián Řemen - návrhy kostýmů
- Milan K. Némethy - zvuk
- Peter Drobka - vedoucí výroby

## Exteriéry, lokality
Film Pásla koně na betonu (1982) režiséra Štefana Uhera se natáčel v exteriérech a lokalitách měst Bratislava, Ostrava a Prešov, a v obcích Hubina a Fintice.